# 施泰因哈根 (北莱茵-威斯特法伦州)
施泰因哈根是德国北莱茵-威斯特法伦州的一个市镇。总面积56.22平方公里，总人口19799人，其中男性9581人，女性10218人（2011年12月31日），人口密度352人/平方公里。